# Географија Украјине
Украјина је држава у Источној Европи и она је (нерачунајући Русију) највећа земља Европе. Има површину 603.703 km².
Украјина се на копну граничи с 7 европских држава с укупном дужином границе од 4.663 километара: са Русијом (1.576 км), Белорусијом (891 км), Пољском (526 км), Словачком (97 км), Мађарском (103 км), Румунијом (531 км) и Молдавијом (939 км). Украјина се одликује разноврсним географским и климатским условима. Њен средишњи део заузимају степе испрекидане ниским висоравнима и сливовима река, нарочито низијом и висоравни реке Дњепар.
На северу Украјину од Белорусије деле мочваре реке Припјат. Јужни део обухвата обалну низину дуж Црног и Азовског мора, дужина износи 2.782 км. Источна Украјина састоји се од слева реке Доњец и западног руба Средњоруске узвисине. Најважније су обележје западне Украјине прекрасне планине Карпата с највишим врхом Говерља (2.061 м). Полуострво Крим на самом југу, који чини засебну географску јединицу, одликује се средоземном климом. У Кримским планинама највиши врх је Роман-Кош (1.545 м). Најважније реке су Дњепар и Дњестар које теку са севера према југу и утичу у Црно море.
Украјина са својом величином од 603.700 km и својим стратешким положајем на источном улазу у Европу, али и на улазу у само средиште Европе, представља политички и привредни изразито значајну државу. Обилује квалитетном земљом црницом која се простире на више од 58% пољопривредно обрадиве површине (величина целе Пољске). Шуме у Украјини заузимају 18% и углавном су карактеристичне за Карапте и северозападне крајеве земље. Украјина обилује изворима воде. Готово цела земља испрана је токовима мањих река које се уливају у седам главних река: Десна, Дњепар, Дњестар, Дунав, Припјат, Доњец и Јужни Буг.
У земљи се налазе довољни извори природних ресурса, посебно: гвоздена руда, манган, природни гас, нафта, сол, сумпор, графит, титан, магнезијум, каолин, никл, жива, дрво, нафта и други ресурси. Неки извори уопште нису у фази искориштавања, а неки извори потребнијих природних ресурса попут природног гас и нафте тек су фази откривања, посебно они који се налазе уз обалу Црног мора.
Клима је у планинским пределима планинска, у осталим деловима је права континентална, али у уском приобалном појасу и на већем делу Кримског полуострва влада средоземна клима са знатнијим утицајем климе са континенталног дела.